# تی‌آرتی ورلد
تی‌آرتی ورلد (به انگلیسی: TRT World) کانال انگلیسی زبان رادیو و تلویزیون دولتی ترکیه است که وظیفهٔ پخش اخبار ترکیه، جهان و منطقه به زبان انگلیسی را بر عهده دارد و در سال ۲۰۱۵ راه اندازی شده‌است.